# Нека ми не сване
Нека ми не сване је песма хрватске певачице Данијеле Мартиновић, објављена 6. марта 1998. године. Написао ју је и компоновао Петар Грашо, а продуцирали Реми Казиноти и Стипица Калогјера. Песма је освојила Дору 1998. и представљала је Хрватску на Песми Евровизије 1998. где је завршила на петом месту.

## Позадина и композиција
Песму "Нека ми не сване" је написао и компоновао Петар Грашо, а продуцирали Реми Казиноти и Стипица Калогјера. Песма је снимљена почетком 1998. године у Студију Лисински у Загребу. Први пут је изведена на Дори 1998., а дан касније дистрибуирана је хрватским радио станицама. Убрзо након тога, песма је објављена као ЦД сингл са инструменталном и верзијом на енглеском језику као б-страном. Енглеску верзију под називом "Despair" је написала Марина Мудринић.
Песма је драматична балада, често описивана као архетипска „балканска балада”, а Данијела жели да „престане да постоји” уместо да живи још један дан без свог љубавника. Песма почиње тихо, чује се само Данијелин глас, али уз пратеће вокале и лагане инструменте, долази до врхунца.
Весна Жагар оптужила је 2001. године Петра Грашу, главног писца песме, да је плагирао њену песму "К'о мирисни пупољци". Жагар је тврдила да је Грашо у „Нека ми не сване” користио мелодије песме "К'о мирисни пупољци". Према њеним речима, Грашо је од Жарка Черњула добио аудио касету са њеним демо снимцима коју је касније, наводно, употребио и уградио у хор спорне композиције.

## Спот
Музички спот за песму "Нека ми не сване" снимљен је у Националном парку Плитвичка језера 1998. године, а режирао га је Денис Волфарт. 2012. године, музички спот је постављен на Мартиновићеву званичну Јутјуб страницу где је до јуна 2023. прикупио четири милиона прегледа 

## Песма Евровизије
Дана 6. марта 1998. године, одржан је избор за проналажење представника Хрватске на Песми Евровизије 1998. године. Од 25 пријава, Мартиновићева је била 17. која је извела своју песму. Током гласања песма је добила 165 поена од регионалних жирија уз додатно добијање комплета од 12 поена од публике, чиме је победила на такмичењу.

### На Евровизији
Песма је представљала Хрватску на Песми Евровизије 1998, након што је изабрана преко Доре 1998. Због великог броја земаља које желе да учествују у такмичењу, систем испадања је уведен 1993 како би се смањио број земаља које би могле да се такмиче у такмичењу сваке године. Хрватска је имала довољно висок просечан укупан број поена да се квалификује у финале издања 1998. одржаног у Утилита арени у Бирмингему 9. маја 1998. Мартиновићевој је то био други пут да је представљала Хрватску, јер је раније представљала Хрватску 1995. године као чланица групе Магазин.
Током првог дела представе Мартиновићева је стајала обучена у тамни огртач, а пре последњег рефрена се скинула откривајући белу хаљину која се налазила испод плашта. Сматра се једним од најупечатљивијих тренутака у хрватској историји на Песми Евровизије и створио је широко коришћен термин „промена хаљине“.
У мајској анкети коју је спровео Еурофест Хрватска, група фанова Песме Евровизије с подручја Хрватске, „Нека ми не сване“ изабрана је за најбољу међу 23 хрватских учешћа до сада.

## Списак песама
1. „Нека ми не сване“ – 2:59
2. „Despair“ (енглеска верзија) – 2:59
3. „Нека ми не сване” (Инструментал) – 2:59
4. Снимак са Доре 1998.

## Поени на Евровизији
| Поена | Држава                                |
| ----- | ------------------------------------- |
| 12    | - Северна Македонија - Словенија      |
| 10    | - Немачка - Израел - Малта - Словачка |
| 8     | Француска                             |
| 7     | Кипар                                 |
| 6     | - Норвешка - Пољска                   |
| 5     | - Белгија - Грчка - Швајцарска        |
| 4     | - Холандија - Турска                  |
| 3     | - Естонија - Финска - Ирска - Шведска |
| 2     | - Португалија - Уједињено Краљевство  |
| 1     | Шпанија                               |